# شایولاد
شایولاد (به مجاری:  Sajólád) یک منطقهٔ مسکونی در مجارستان است که در ناحیه میشکولتس واقع شده‌است.